# Ганул Дем'ян Вадимович
Дем'ян Вадимович Гáнул (6 жовтня 1993, Новоселиця, Кіровоградська область — 14 березня 2025, Одеса, Україна) — український громадський діяч, волонтер, блогер, зоо- та екозахисник, засновник і керівник ГО «Вуличний фронт», учасник Революції гідності та протистояння в Одесі 2 травня проти проросійських сил. Екскерівник силового блоку Правого сектору в Одесі (2014—2016).

## Життєпис
Народився 6 жовтня 1993 року в селі Новоселиця Голованівського району Кіровоградської області. На Кіровоградщині здобув середню освіту, навчався в Південноукраїнському педагогічному університеті на історичному факультеті. 2014 року здобув диплом бакалавра за спеціальністю вчитель історії, почав займатися підприємницькою діяльністю. З початку повномасштабного вторгнення на волонтерських засадах допомагав ЗСУ.

## Громадська діяльність

### 2013—2020 роки: Євромайдан, 2 травня 2014, Літній театр і напади
Громадську діяльність почав наприкінці 2013 року, з початком протестів на Майдані, що переросли в Революцію гідності, вступив до Правого сектору й очолив силовий блок осередку в Одеській області. Брав участь у сутичках 20 лютого 2014 року. Був учасником акцій із закриття наркоточок в Одесі.
Брав участь у сутичках 2 травня 2014 року у протистоянні з російськими бойовиками на Куликовому полі біля Будинку профспілок. Став співорганізатором «Маршу українського порядку» в Одесі.
Після виходу з Правого сектору створив ГО «Вуличний фронт», був організатором заходів щодо повернення Літнього театру (територія Міського саду), проти незаконних забудов та інших. 2016 року одеські депутати намагалися передати приватному підприємству Літній театр, 2017 року протести переросли у сутички з поліцією. Ганула було звинувачено в організації масових заворушень. З ним до відповідальності було притягнено Сергія Стерненка та Ігоря Бея. В суді нардеп Андрій Білецький хотів взяти Ганула на поруки. Кримінальну справу залишили відкритою, в ній потерпілим проходить тодішній очільник поліції Одеської області Дмитро Головін, який 2019 року був підозрюваним у привласненні державного майна.
2020 року балотувався в депутати до міської ради Одеси від партії Національний корпус, партія не подолала 5 % бар'єр.
2014 року брав участь в «Сміттєвій люстрації» проти нелюстрованих проросійських політиків. Так сталося із Нестором Шуфричем в Одесі і головою Фонду соцстраху Олегом Руденком, якого затримали на хабарі у 558 тис. грн, але відпустили.
Був співорганізатором патріотичних маршів в Одесі, зокрема: Марш на честь вшанування пам'яті Героїв Крут (29 січня 2018), Марш пам'яті Сашка Білого (21 березня 2018).
2020 року невідомі спалили авто Ганула. Улітку того ж року невідомі обстріляли авто з ним поблизу села Визирка. Ганул почав відстрілюватися з травматичної зброї. У листопаді 2020 року невідомі битками розбили його автомобіль BMW X5, а пізніше спалили його на СТО.

### 2021—2025: демонтаж пам'ятників комуністичним діячам та інша діяльність
4 листопада 2021 року, коли в Росії відзначають «день народної єдності», під будівлю консульства в Одесі Ганул приніс труну з надписами «Груз 200» та «росіяни їдуть додому». У квітні 2022 року за його ініціативою на стінах колишньої будівлі російського консульства в Одесі з'явились патріотичні графіті.
20 січня 2022 року в Одесі в одному з клубів анонсували виступ російського репера «Баста», Ганул звернувся до власника закладу з проханням скасувати концерт.
Ганул виступав ініціатором з демонтажу меморіальних дошок та пам'ятників комуністичним діячам СРСР. 15 березня 2022 року в Одеській області в селі Фонтанка було демонтовано пам'ятник чекістам. 31 липня 2022 року створив петицію до президента про демонтаж пам'ятника Суворову в Одесі. Вона не набрала потрібної кількості голосів, але через суспільний розголос міська влада ухвалила рішення про демонтаж, який відбувся 29 грудня 2022 року.
4 травня 2023 року в Одесі невідомі у військовій формі побили Ганула, поліція відкрила кримінальну справу. Військове командування почало службове розслідування за заявою про причетність до побиття військовослужбовців.
Перед загибеллю Ганул обіцяв опублікувати дані, як оточення мера Одеси Геннадія Труханова сприяло втечі нардепа від партії «Слуга народу» Артема Дмитрука за кордон у серпні 2024 року.

## Зоозахисна діяльність
Ганул організовував в Одесі акції проти експлуатації тварин у цирку «За цирк без тварин». 17 травня 2017 року зі соратниками виявив псевдопритулок «Райдуга», у якому знущалися з кошенят. У підсумку тварин прилаштували новим господарям, а «притулок» зачинили.
У жовтні 2018 року в порту Чорноморська на Одещині масово помирали вівці. Їх мали доправити до Туреччини, але через плутанину в документах повернули до України, майже два тижні тварини провели у вантажівках. 54 з них загинули від голоду. Зоозахисники блокували в'їзд вантажівок до порту, поки не домоглися проведення засідання протиепізоотичної комісії Чорноморської міськради, на якій вирішили поки не утилізовувати тварин та надати їм майданчик для розміщення на території термінала. Активісти обладнали карантинну зону. 226 тварин вдалось врятувати, їх розмістили на фермі під Одесою. Поліція відкрила кримінальне провадження за статтею 299 КК України.
13 січня 2019 року в селі Нерубайському Біляївського району Ганул з однодумцями забрали з приватного будинку собаку, якого морили голодом. Собака пройшов реабілітацію й потрапив у нову родину.
2021 року стався інцидент з тату-салоном, який пропагував жорстоке поводження з тваринами. Працівники салону зв'язали свиню та сфотографували макет, який повинні були «набити» тварині. До салону в Одесі прибули Ганул із соратниками і облили фасад червоною фарбою.

## Вбивство
Зранку 14 березня 2025 року Ганула застрелили в центрі Одеси на проспекті Українських Героїв. За даними сестри Демʼяна, за кілька днів до цього, він почав отримувати погрози життю. Для розслідування вбивства до Одеси направили слідчо-оперативну групу і полк Національної поліції.  
На вбивство активіста відреагували відомі українські волонтери та журналісти, зокрема, Ігор Лаченков, Сергій Стерненко, Яніна Соколова, Сергій Гнезділов.

### Розслідування
Справу взяв під особистий контроль голова МВС Ігор Клименко. За кілька годин після вбивства поліція затримала підозрюваного, 46-річного військовослужбовця Сергія Шалаєва, що самовільно залишив частину. 16 березня Сергій Шалаєв визнав провину на суді щодо обрання запобіжного заходу. Київський районний суд Одеси обрав підозрюваному запобіжний захід у вигляді тримання під вартою без права застави, йому повідомили про підозру за п. 11 ч. 2 ст. 115 ККУ — в умисному вбивстві на замовлення та ч. 1 ст. 263 ККУ — в незаконному носінні вогнепальної зброї.

## Родина
- Батько — учасник Революції гідності та ветеран АТО, з перших днів повномасштабного вторгнення служив в обороні Києва, а далі в 28-й окремій механізованій бригаді імені Лицарів Зимового Походу[60][61].
- Мати працює на підприємстві[джерело?].
- Дружина Жанна Вознюк, блогерка та фітнес-тренерка[62].
- Донька Сара (н. 27.04.2024)[63].